# Dolnik (Gdańsk)

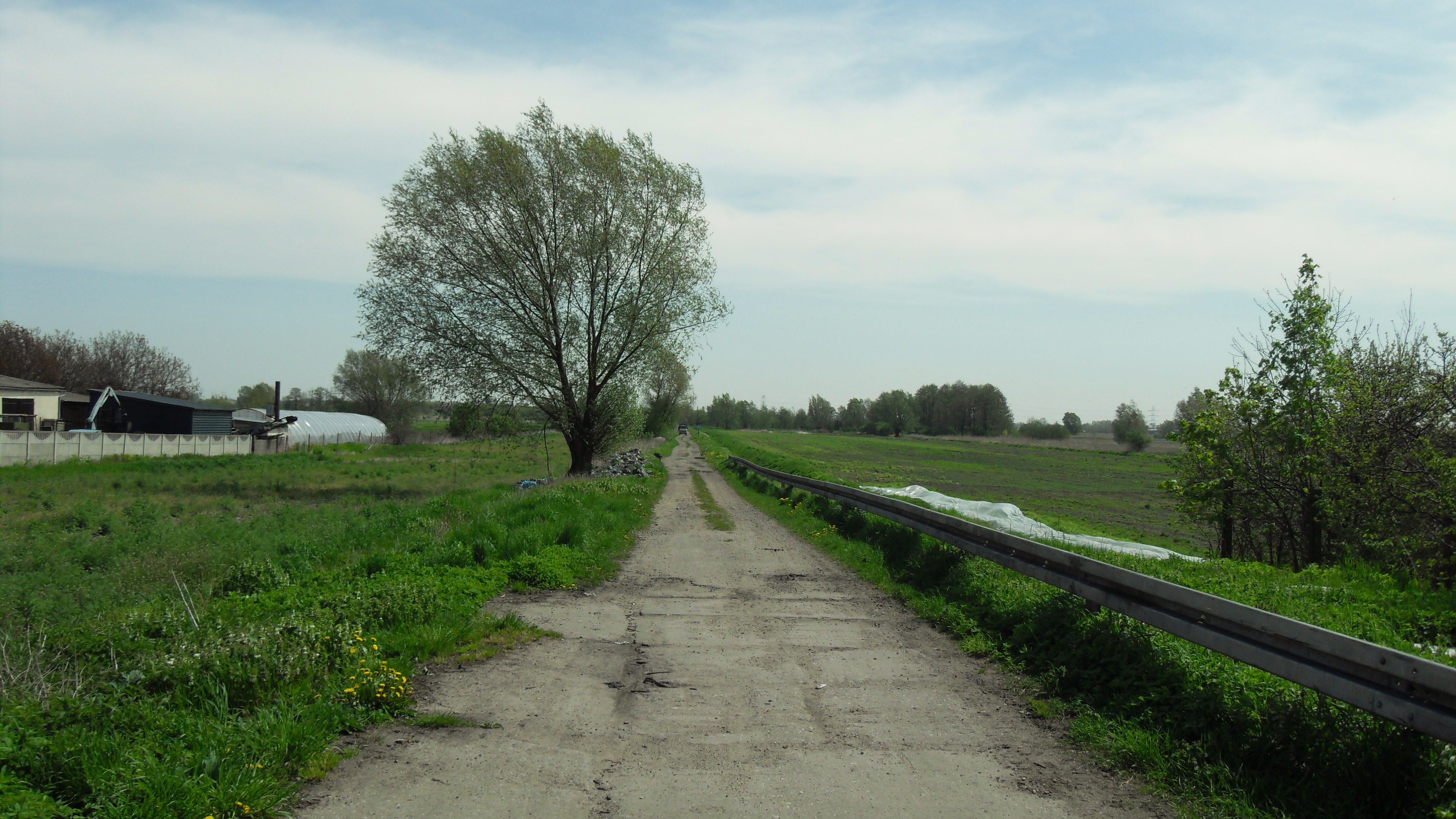
Dolnik

Dolnik (niem. Niederfeld) – część Gdańska, w dzielnicy Orunia-Św. Wojciech-Lipce.
Dolnik jest częścią jednostki morfogenetycznej Orunia, która została przyłączona w granice administracyjne miasta w 1933. Dolnik należy do okręgu historycznego Niziny.

## Położenie
Osiedle położone jest między Orunią, Lipcami, Orunią nad Radunią a Orunią nad Motławą, na obszarze Żuław Gdańskich. Zachodnią granicę Dolnika stanowi linia kolejowa Gdańsk-Tczew-Bydgoszcz. Przez południowo-wschodnią część Dolnika przebiega południowa obwodnica Gdańska (droga ekspresowa S7 (E28)).